# Liste der Bodendenkmäler in Mistelbach (Oberfranken)
Auf dieser Seite sind die Bodendenkmäler in der oberfränkischen Gemeinde Mistelbach zusammengestellt. Diese Tabelle ist eine Teilliste der Liste der Bodendenkmäler in Bayern. Grundlage ist die Bayerische Denkmalliste, die auf Basis des Bayerischen Denkmalschutzgesetzes vom 1. Oktober 1973 erstmals erstellt wurde und seither durch das Bayerische Landesamt für Denkmalpflege geführt wird. Die folgenden Angaben ersetzen nicht die rechtsverbindliche Auskunft der Denkmalschutzbehörde.

## Bodendenkmäler der Gemeinde

### Bodendenkmäler in der Gemarkung Forkendorf
| Lage                  | Objekt                                              | Akten-Nr.     | Bild |
| --------------------- | --------------------------------------------------- | ------------- | ---- |
| Forkendorf (Standort) | Siedlung vor- und frühgeschichtlicher Zeitstellung. | D-4-6035-0071 |      |

### Bodendenkmäler in der Gemarkung Mistelbach
| Lage                                         | Objekt | Akten-Nr.     | Bild           |
| -------------------------------------------- | --- | ------------- | -------------- |
| Mistelbach (Standort)                        | Bestattungsplatz mit verebneten Grabhügeln vorgeschichtlicher Zeitstellung mit Bestattungen der Hallstattzeit.                                                                                             | D-4-6035-0015 |                |
| Mistelbach Bayreuther Straße 2 (Standort)    | Archäologische Befunde des Mittelalters und der frühen Neuzeit, darunter solche von Vorgängerbauten und Bestattungen, im Bereich der evangelisch-lutherischen Pfarrkirche St. Bartholomäus von Mistelbach. | D-4-6035-0062 | weitere Bilder |
| Mistelbach Pottensteiner Straße 9 (Standort) | Befunde des Mittelalters und der frühen Neuzeit, darunter solche von Vorgängerbauten, im Bereich des ehemaligen Schlosses von Mistelbach.                                                                  | D-4-6035-1027 | weitere Bilder |